# Ruino
Ruino ist eine Fraktion (Ortsteil, ital. frazione) der italienische Gemeinde Colli Verdi in der Provinz Pavia in der Lombardei mit zuletzt 700 Einwohnern (Stand: 30. Juni 2018) in der Oltrepò Pavese. Die Gemeinde liegt etwa 32 Kilometer südsüdöstlich von Pavia am Passo del Carmine im Val Tidone, gehört zur Comunità Montana Oltrepò Pavese und grenzt unmittelbar an die Provinz Piacenza (Emilia-Romagna). Der Lago di Trebecca liegt südöstlich der Gemeinde.